# Monitorul civic
Monitorul Civic (civic.md) este un portal non-guvernamental din Republica Moldova lansat pe 14 aprilie 2007. Monitorul Civic este un site axat pe sectorul asociativ din Moldova. Aici găsiți știrile legate de activitățile realizate de ONG-urile din țară, anunțurile, comunicatele de presă și declarațiile legate de sectorul nonprofit.

## Misiune
Misiunea portalului Monitorul Civic este de contribui la sporirea transparentei si eficientei organizatiilor nonguvernamentale din Moldova prin oferirea unei platforme de comunicare atat intre ONG-uri cat si dintre ONG-uri si publicul larg.

## Valori
- Caracterul non-profit: Toate activitatile realizate de Monitorul Civic au un caracter non-profit. Nici o parte din veniturile site-ului nu sunt distribuite membrilor sau utilizate in scop personal.
- Caracterul apolitic: Monitorul Civic este un portal apolitic. Niciun membru al echipei nu face declaratii in sustinerea vreo unei miscari politice din numele portalului.
- Corectitudine: Monitorul Civic trateaza toti membrii site-ului in mod corect si echitabil. Nu face discriminare.
- Promptitudine: Monitorul Civic raspunde in timp util tuturor solicitarilor din partea cititorilor.
- Transparenta: Monitorul Civic este transparent si va publica rapoarte de activitate si rapoarte financiare pe site-ul www.civic.md

## Structura
Secțiuni:
- Știri ONG
- Anunțuri ONG 
  - Burse și stagii
  - Angajări
  - Concursuri ONG
  - Evenimente ONG
  - Traininguri ONG
  - Granturi pentru ONG
  - Voluntariat
  - Diverse
- Comunicate de Presă și Declarații ONG
- Interviuri și Comentarii
- Resurse pentru ONG
- Resurse (traininguri)
- Linkuri
- Finanțatori

## Servicii oferite de Monitorul Civic
- Buletin/Digest
- Registrul Organizațiilor Neguvernamentale
- Spațiu publicitar gratis (pentru publicitatea socială)
- Serviciu de Notificari zilnice prin Email DailyAlert!

## Premii obținute
- Concursul WEBTOP2007, Locul I, Categoria "Societate Civila"
- Concursul WEBTOP2007, Locul II, Categoria "Comunitati Virtuale"